# 列举法 (集合论)
列举法是集合论（或者类的理论）中表示集合（或类）的一种方法。
如果已知集合（或类）的每一个元素，而且元素个数“相当有限”，我们可以通过“列举”其所有元素的方法来表示这个，如：{1,2,3}、{a}、{A,B,C,D,E}等。一对花括号“{ }”是集合（或类）表示法的特征符号。
如果集合（或类）的元素有“很多”甚至“无限多”以至于很难或无法将其所有元素一一列出，但其元素又具有很明显的“规律”，可以用“…”略过规律性比较明显的大量元素，如用{1,2，…，100}表示其元素为从1到100的所有自然数、{A,B，…，Z}表示所有的大写英文字母、{3,4,5，…}表示从3开始的所有自然数，等等。
列举法的实质是给出了集合（或类）的外延，因此又称为外延法。如果在列举法中列出了集合（或类）的所有元素，此时称为完全列举法，否则就称为部分列举法。